# Ministerstwo Spraw Zagranicznych (Polska)

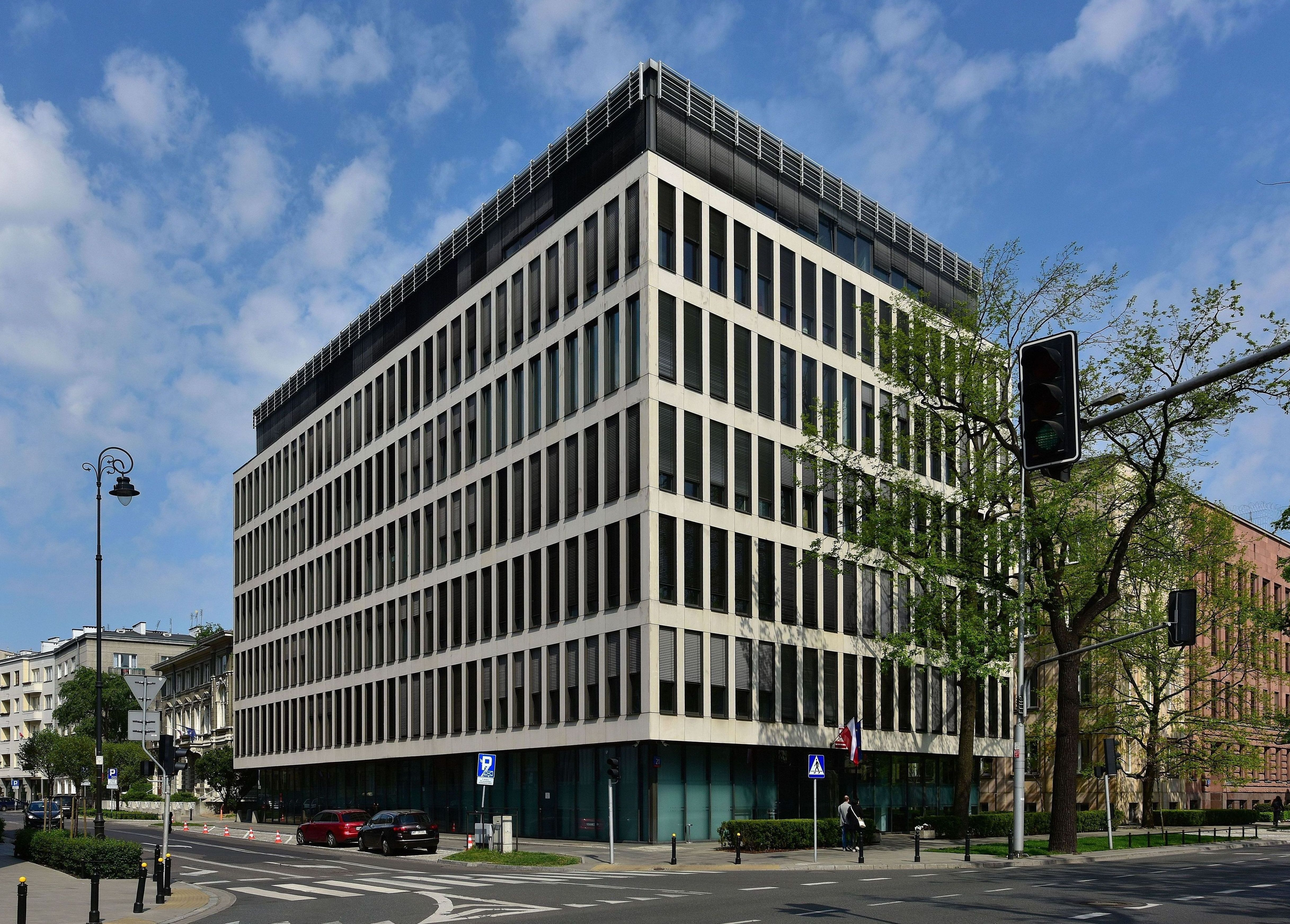
Należący do MSZ biurowiec Articom Center przy al. J.Ch. Szucha 21 róg ul. Litewskiej

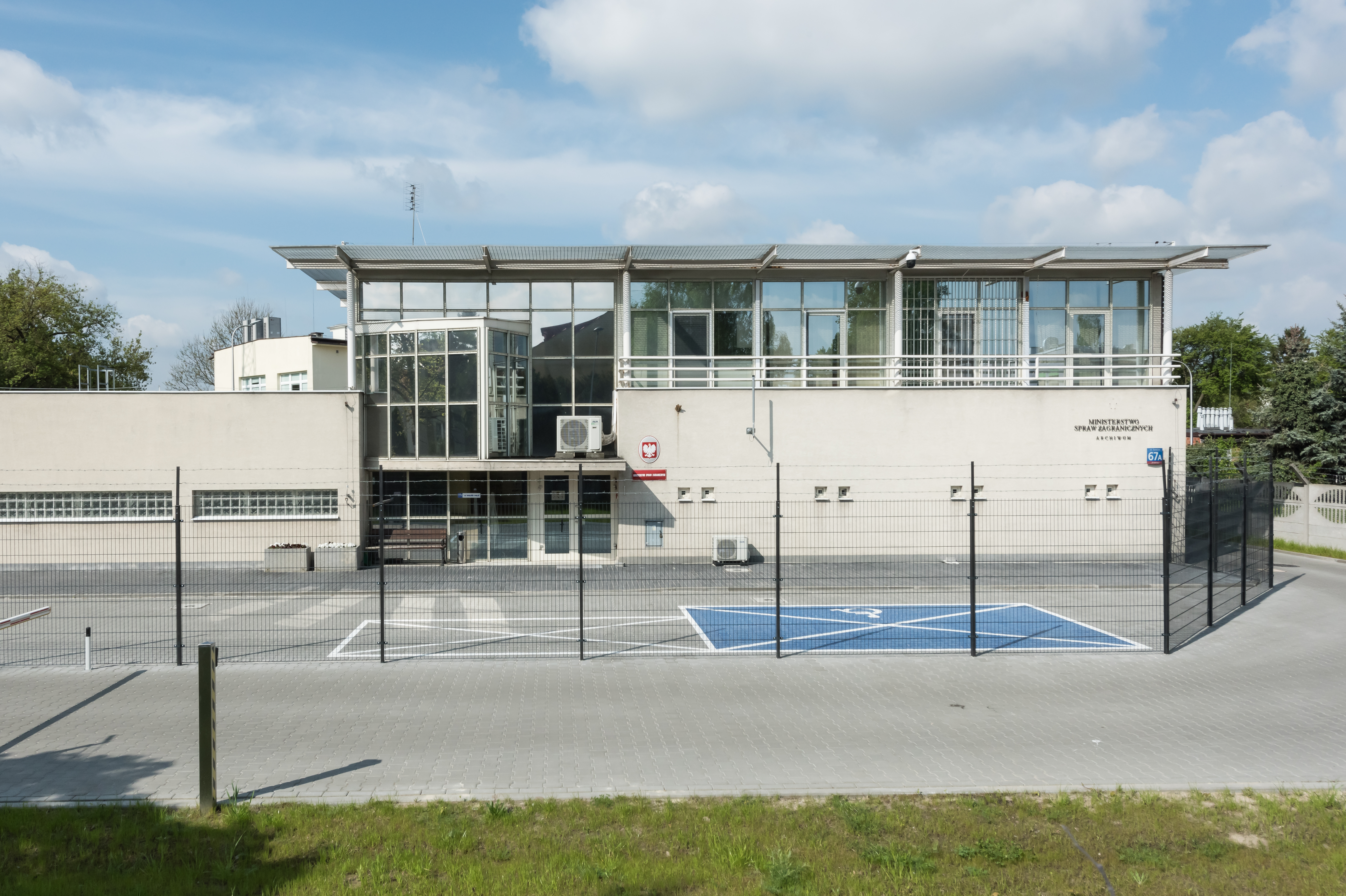
Archiwum MSZ przy ul. Tanecznej 67a

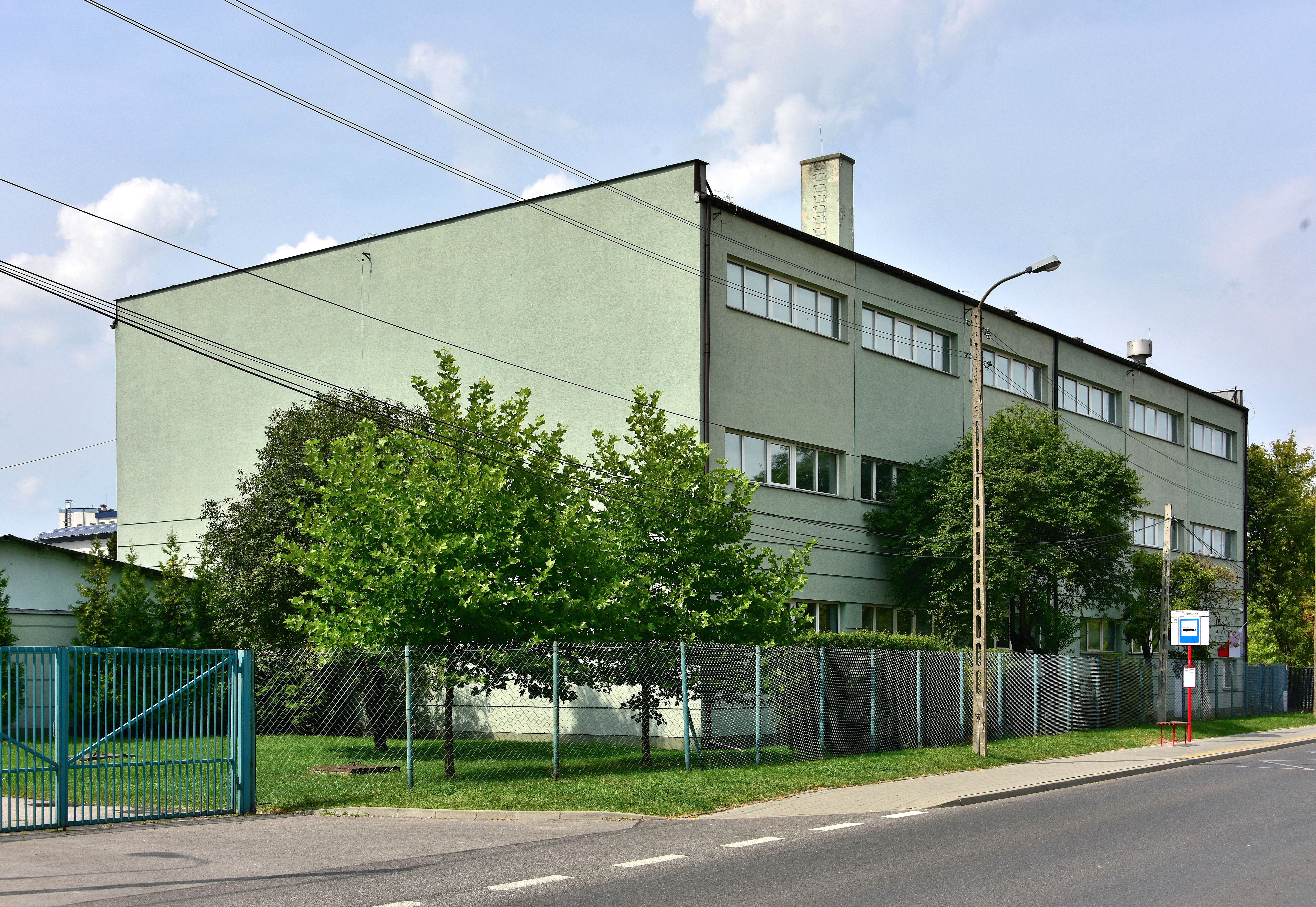
Magazyny Centralne MSZ przy ul. Tanecznej 73

Ministerstwo Spraw Zagranicznych (MSZ) – polski urząd administracji rządowej obsługujący ministra odpowiedzialnego za kształtowanie i prowadzenie polityki zagranicznej RP, właściwego dla działu administracji rządowej sprawy zagraniczne.

## Kierownictwo
- Radosław Sikorski (PO) – minister spraw zagranicznych od 13 grudnia 2023[1]
- Władysław Teofil Bartoszewski (PSL) – sekretarz stanu od 20 grudnia 2023[1]
- Marcin Bosacki (PO) – sekretarz stanu od 17 czerwca 2025[2]
- Ignacy Niemczycki (PL2050) – sekretarz stanu od 14 sierpnia 2025[3]
- Henryka Mościcka-Dendys – podsekretarz stanu od 10 stycznia 2024[4]
- Robert Kupiecki – podsekretarz stanu od 10 stycznia 2024
- Anna Radwan-Röhrenschef (Polska 2050) – podsekretarz stanu od 19 stycznia 2024[5]
- Wojciech Zajączkowski – podsekretarz stanu od 14 sierpnia 2025
- Rafał Wiśniewski – szef służby zagranicznej, dyrektor generalny służby zagranicznej od grudnia 2023[6][7]

## Zadania
Do zadań Ministra Spraw Zagranicznych należy:
- reprezentowanie i ochrona interesów Polski i jej obywateli (dyplomacja);
- utrzymywanie dobrych stosunków Polski z innymi państwami oraz organizacjami międzynarodowymi;
- współpraca z Polonią;
- promocja Rzeczypospolitej Polskiej i języka polskiego;
- ustalanie organizacji i kierowanie działalnością misji dyplomatycznych i urzędów konsularnych;
- kierowanie działem administracji rządowej, sprawy zagraniczne
- współpraca ze służbami specjalnymi innych państw

Ministerstwo Spraw Zagranicznych zostało utworzone 26 października 1918 przez Radę Regencyjną Królestwa Polskiego jako Ministerstwo Spraw Zewnętrznych. Po I wojnie światowej resort nosił nazwę Ministerstwa Spraw Zewnętrznych, od lutego 1919 Ministerstwa Spraw Zagranicznych. Podobnie było po II wojnie światowej, kiedy przez krótki okres (1944–1945) funkcjonował jako Resort Spraw Zagranicznych. Od 1945 siedzibą ministerstwa jest dawny gmach Najwyższej Izby Kontroli.

## Struktura organizacyjna
Do 5 marca 2020 ministerstwo obsługiwało również ministra właściwego dla działu administracji rządowej członkostwo Rzeczypospolitej Polskiej w Unii Europejskiej (od 5 marca 2020 ministra kierującego tym działem obsługuje Kancelaria Prezesa Rady Ministrów).
W skład ministerstwa wchodzi Gabinet Polityczny Ministra oraz następujące jednostki organizacyjne:
- Departament Afryki i Bliskiego Wschodu
- Departament Ameryki
- Departament Azji i Pacyfiku
- Departament Dyplomacji Kulturalnej i Promocji Polski
- Departament Informacji
- Departament Komunikacji Strategicznej i Przeciwdziałania Dezinformacji Międzynarodowej
- Departament Konsularny
- Departament Polityki Bezpieczeństwa
- Departament Polityki Europejskiej
- Departament Polityki Zewnętrznej Unii Europejskiej
- Departament Prawno-Traktatowy
- Departament Spraw Globalnych
- Departament Strategii
- Departament Wschodni
- Departament Współpracy Ekonomicznej
- Departament Współpracy Rozwojowej
- Departament Współpracy z Polonią i Polakami za Granicą
- Akademia Dyplomatyczna
- Biuro Administracji
- Biuro Bezpieczeństwa Dyplomatycznego
- Biuro do spraw Przewodnictwa Polski w Radzie Unii Europejskiej
- Biuro Finansów
- Biuro Informatyki i Telekomunikacji
- Biuro Inwestycji
- Biuro Kapitału Ludzkiego
- Biuro Kontroli, Audytu i Ewaluacji
- Biuro Ministra
- Biuro Ochrony Informacji Niejawnych
- Biuro Organizacji i Rozwoju
- Biuro Prawne
- Biuro Transformacji Cyfrowej
- Biuro Zarządzania Wiedzą i Historii Dyplomacji
- Centrum Zarządzania Kryzysowego
- Protokół Dyplomatyczny
- samodzielne stanowisko – Dyrektor Polityczny
- samodzielne stanowisko – Rzecznik Prasowy MSZ.

Jednostki organizacyjne podległe ministrowi:
- Przedstawicielstwa dyplomatyczne (95)
- Stałe przedstawicielstwa przy organizacjach międzynarodowych (7)
- Urzędy konsularne (35)
- Urzędy konsularne kierowane przez konsulów honorowych (253)
- Instytuty polskie i ośrodki kultury polskiej (25)
- Inne jednostki organizacyjne:
  - Biuro Polskie w Tajpej
  - Biuro Przedstawiciela Rzeczypospolitej Polskiej przy Palestyńskiej Władzy Narodowej z siedzibą w Ramallah
  - Przychodnia Lekarska Służby Zagranicznej

## Siedziba

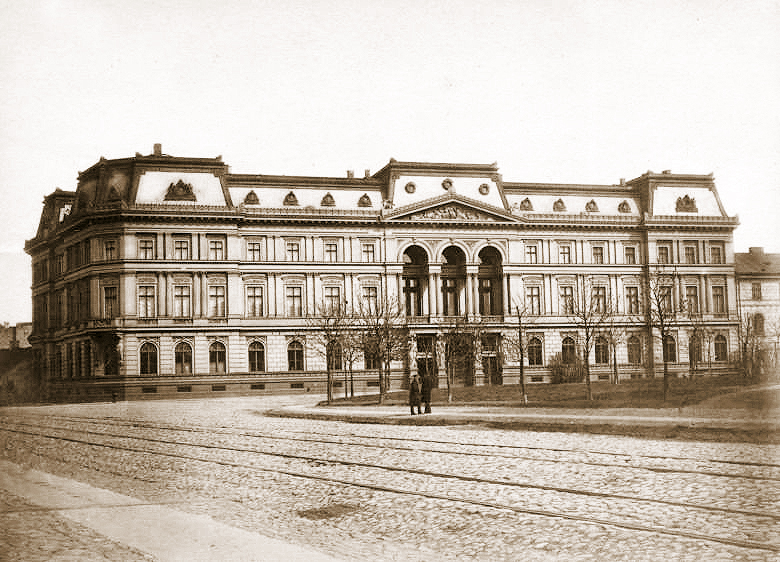
Pałac Kronenberga, siedziba ministerstwa w latach 1918–1922

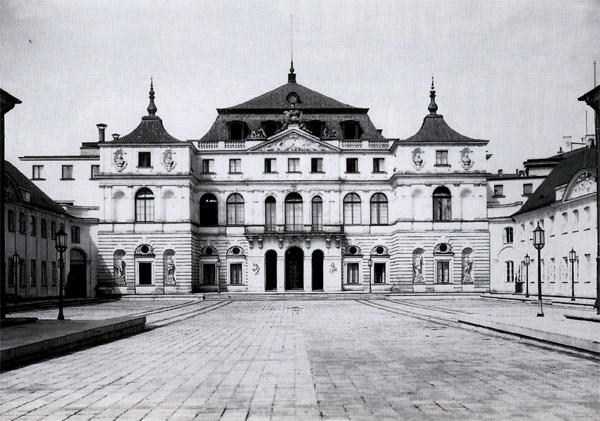
Pałac Brühla, siedziba ministerstwa w latach 1922–1939

Po odzyskaniu niepodległości w 1918 pierwszą siedzibą Ministerstwa Spraw Zagranicznych był pałac Kronenberga. W 1922 siedziba ministerstwa została przeniesiona do pałacu Brühla przy pl. marsz. Józefa Piłsudskiego (z adresem ul. Wierzbowa 1).
Ponieważ pałac Brühla został w 1944 wysadzony w powietrze przez Niemców, w 1945 siedzibę ministerstwa ulokowano w al. J. Ch. Szucha 23. W okresie międzywojennym w tym gmachu mieściła się Najwyższa Izby Kontroli, a w okresie II wojny światowej – warszawska siedziba niemieckiej Policji Porządkowej (Ordnungspolizei – Orpo). Około 1950 do gmachu dobudowano od strony Litewskiej skrzydło boczne (ul. Litewska 2/4).
Od 2005 do Ministerstwa należy także położony obok siedziby głównej biurowiec Articom Center (al. J.Ch. Szucha 21). W latach 1953–2016 MSZ wykorzystywało do celów reprezentacyjnych pałac Przezdzieckich przy ul. Foksal 6, który w 2014 roku został zreprywatyzowany, a następnie w 2016 sprzedany. Od 2015 wynajmuje powierzchnię biurową w biurowcu Foksal City przy ul. Krywulta 2.
Ministerstwo w 2016 roku poddało rozbiórce (otrzymany drogą wymiany z Uniwersytetem Warszawskim za nieruchomość przy ul. Tynieckiej) budynek dawnego kina Klub, znajdującego się na tyłach kompleksu MSZ, pod adresem Armii Ludowej 3/5 i podjęło decyzję o wzniesieniu w jego miejscu nowego biurowca. Nowy budynek miał być gotowy do końca 2021, jednak budowa wciąż się nie rozpoczęła. W 2023 roku został zaprezentowany nowy projekt planowanego biurowca.
Magazyny centralne MSZ znajdują się przy ul. Tanecznej 73 na Ursynowie.